# Поул, Реджинальд
Реджинальд Поул (англ. Reginald Pole; 3 марта 1500 — 17 ноября 1558, Лондон) — английский кардинал, потомок королевской династии Плантагенетов, последний католический архиепископ Кентерберийский.

## Биография
Был вторым сыном Маргарет Плантагенет и сэра Ричарда Поула.
В 1538 году был возведён папой римским в сан кардинала и назначен папским легатом (послом). После отлучения английского короля Генриха VIII от церкви, Святой Престол имел сильное желание «наказать» непокорного монарха путём создания изоляции от всего католического мира и, как следствие, настраивания других правоверных католиков монархов (император Карл V, король Франциск I) против короля Генриха, развязывая новый крестовый поход, а по сути войну. С этой целью и отправился по Европе Реджинальд Поул. У Поула были свои мотивы — как потомок английских королей он претендовал на английский трон.
С 1545 по 1547 год участвовал на первом этапе Тридентского собора. Был кандидатом на Святой Престол после смерти Римского папы Павла III (не хватило одного голоса).
С 1554 по 1558 год Реджинальд Поул руководил Контрреформацией в Англии и был советником королевы Марии. В 1556 году после казни Кранмера был назначен архиепископом Кентерберийским.
В 1557 году в Европу пришла «лихорадка» (англ. ague или fever) вирусной природы, ставшая самой страшной эпидемией XVI столетия. В Англии её пик, сопоставимый по смертности с потерями от чёрной смерти, пришёлся на осень урожайного 1558 года: на южном побережье страны «лихорадкой» переболело более половины населения. Известные тогда чума и английский пот поражали людей быстро и беспощадно; новая болезнь была длительной, вялотекущей, а её исход — непредсказуем. Смертность была особенно велика среди приезжих из континентальной Европы, дворянства и духовенства, а самыми известными жертвами «лихорадки» стали кардинал Поул и сама королева Мария.
Рано утром 17 ноября 1558 года Мария ненадолго пришла в сознание, отслушала католическую мессу и вскоре скончалась. В тот же день, узнав о смерти королевы, умер и кардинал Поул.

## Образ в кинематографе и на телеэкране
- Майкл Феаст в мини-сериале «Королева-девственница» (2005)
- Марк Хилдрет в третьем сезоне телевизионного сериала «Тюдоры» (2009)
- Артур Батеман в сериале Испанская принцесса (2019—2020).